# Кремер, Петер-Эрих
Петер-Эрих Кремер «Али» (нем. Peter-Erich «Ali» Cremer; 25 марта 1911, Мец, Лотарингия — 5 июля 1992, Гамбург) — немецкий офицер-подводник, корветтен-капитан (11 июля 1944 года).

## Биография
В течение 6 семестров изучал право в университете, но в августе 1932 года записался на флот. Прошел подготовку на легком крейсере «Кёльн». 1 января 1934 года произведен в фенрихи, 1 января 1936 года — в лейтенанты. В 1936 году служил на броненосце «Дойчланд», а затем был переведен в морскую артиллерию.

## Вторая мировая война
В 1939 году назначен на эскадренный миноносец «Теодор Ридель». В августе 1940 года перешел в подводный флот.
С 29 января по 21 июля 1941 года командовал малой подлодкой U-152 (Тип II-D), которая использовалась в качестве учебного корабля.
25 августа 1941 года принял командование над большой лодкой U-333, на которой совершил 3 похода (проведя в море в общей сложности 117 суток). Эмблемой лодки Кремера служили 3 маленькие рыбки, нарисованные на башне. Сам Кремер получил на флоте прозвище «Али». В первом походе Кремер потопил 4 судна, в том числе по ошибке немецкий блокадопрорыватель «Шпреевальд». Во втором походе к берегам США Кремер потопил 4 судна, но его лодка получила тяжелые повреждения и была вынуждена вернуться на базу до установленного срока.
25 июня 1942 года награждён Рыцарским крестом Железного креста.
В третьем походе лодка Кремера была атакована британским корветом «Крокус» и получила такие тяжелые повреждения, что с трудом вернулась на базу, после чего за Кремером закрепилось прозвище «Али-Кораблекрушение».
6 октября 1942 года был направлен на лечение в госпиталь, а в феврале — мае 1943 года служил в штабе Карла Дёница.
18 мая 1943 года вновь назначен командиром своей старой подлодки. Ею он руководил в 5 боевых походах (211 суток). В апреле 1944 года его лодка опять получила повреждения. После возвращения из пятого похода лодка была признана непригодной к дальнейшему использованию, и Кремер 19 июля 1944 года был переведен в резерв.
С 15 ноября 1944 года командовал новой современной подлодкой U-2519 (Тип XXI), но в военных действиях уже участия не принимал.
В феврале 1945 года назначен командиром морского противотанкового батальона, с которым участвовал в боях с британскими войсками в районе Гамбурга. По официальному сообщению, его батальон в течение нескольких дней в апреле 1945 года уничтожил 24 танка противника.
После капитуляции Германии Кремер принял командование над личной охраной нового главы германского государства Дёница в Мюрвике (последняя неудача Кремер — его подчиненный, часовой, застрелил известного подводника Вольфганга Люта).
Вместе с правительством Дёница Кремер был арестован британскими войсками, но уже через месяц освобожден. После окончания войны Кремер успешно работал менеджером в различных частных фирмах.
Всего за время военных действий Кремер потопил 8 судов общим водоизмещением 26 873 брт и повредил 2 судна водоизмещением 9252 брт.